# 593
El 593 (DXCIII) fou un any comú començat en dijous del calendari julià.

## Esdeveniments
- Prisc, mestre dels soldats de Tràcia, desobeeix les ordres de l'emperador Maurici d'hivernar al nord del Danubi per avortar un motí de l'exèrcit romà d'Orient; uns mesos després, és destituït per aquest acte de subordinació.[1]